# Kent Desormeaux
Kent Jason Desormeaux, född 27 februari 1970, är en amerikansk jockey som är invald i Hall of Fame. Han innehar det amerikanska rekordet för flest vunna löp under ett år, med 598 vinster 1989. Han har vunnit Kentucky Derby och Preakness Stakes tre gånger vardera, och Belmont Stakes en gång.

## Biografi
Desormeaux växte upp i ett lantligt jordbruksområde beläget några mil utanför Maurice, Louisiana. Hans familj var cajuner. Han hoppade av skolan vid 16 års ålder, och började arbeta som lärlingsjockey på Evangeline Downs i Lafayette, Louisiana. Han tog sin första seger den 13 juli 1986 med Miss Tavern, och sitt första stakeslöp den 13 december samma år, tillsammans med Godbey i Maryland City Handicap på Laurel Park Racecourse. 1986 tog han 55 vinster på 525 starter.
Desormeauxs framgångar ledde till att han flyttade norrut för att tävla på banor i Maryland. Han fick utmärkelsen Eclipse Award for Outstanding Apprentice Jockey 1987. Medan han tävlade i Maryland 1987-89 vann Desormeaux fler lopp än någon annan jockey i Nordamerika. Han är en av endast fyra jockeys som har vunnit tre nationella jockeychampionat i rad.
1989 tog Desormeaux sitt tredje jockeychampionat, och satte rekord i USA för flest vinster på ett år med 598, ett rekord som fortfarande består. Det tidigare rekordet var 546. Han vann också Eclipse Award for Outstanding Jockey. Desormeaux, blev den tredje jockeyn att vinna Eclipse Award i både lärling- och proffskategorin, efter Chris McCarron och Steve Cauthen.

### Flytt till Kalifornien
1990 flyttade han till södra Kalifornien, för att få rida mer penningstinna löp. Desormeaux skulle snart vinna sitt första stora stakeslöp, San Juan Capistrano Invitational, samt ett grupp 1-löp på Santa Anita. 1993 var Desormeaux ordinarie jockey på Kotashaan, och de kom att ta fem grupp 1-löp tillsammans, bland annat 1993 års Breeders' Cup Turf. I slutet av året röstade hans kamrater fram honom till det prestigefyllda George Woolf Memorial Jockey Award. 1995 blev Desormeaux, 25 år gammal, den yngsta ryttaren att nå milstolpen 3 000 segrar. Det året tog han sin andra Breeders' Cup-titel i Breeders' Cup Sprint med stoet Desert Stormer. 1997, vid 27 års ålder, var han den yngsta jockeyn som överträffade 100 miljoner dollar i inridna pengar.
Desormeaux tog sin första seger i Kentucky Derby 1998, tillsammans med Real Quiet. Ekipaget följde upp segern med att även segra i Preakness Stakes. De blev dock slagna med en nos av Victory Gallop i det sista Triple Crown-löpet Belmont Stakes. År 2000 segrade Desormeaux i sitt andra Kentucky Derby tillsammans med Fusaichi Pegasus, och under 2001 bodde Desormeaux och hans familj i Japan i tre månader, då han under tiden segrade tillsammans med Lady Pastel i Yushun Himba (japanskt oaks).

### Missbruk
Desormeaux har länge kämpat med alkoholmissbruk. Han misslyckades i ett alkotest 2010 på Woodbine och 2012 i Belmont Park. Det sistnämnda kostade honom uppsittningar i Preakness och Belmont det året.
2004 valdes Desormeaux in i National Museum of Racing och Hall of Fame.